# Canal de Navarrés
La Canal de Navarrés è una delle 34 comarche della Comunità Valenciana, con una popolazione di 17 404 abitanti in maggioranza di lingua castigliana; suo capoluogo è Enguera (in valenciano: Énguera).
Amministrativamente fa parte della provincia di Valencia, che comprende 17 comarche.